# Зграда сиромашних школских сестара „De Notre Dame” са капелом
Зграда сиромашних школских сестара „” са капелом у Зрењанину, припада Старом градском језгру, као Просторно културно-историјске целине од великог значаја. Када је Римокатолички завод за васпитање девојака (Kлостер) основао је ред школских сестара „De Notre Dame” 1880. године, зграда је изграђена из заоставштине Kаролине Сатмари, рођене Михановић. 
Зграда је саграђена по пројекту архитекте Едуарда Рајтера, из Темишвара, по одобрењу чанадског бискупа Бонаца. Првобитна зграда Завода, у којој се данас налази ОШ „Вук Kараџић”, монументална је једноспратна грађевина, са основом у облику слова „П”. Саграђена је у стилу академизма са елементима неоренесансе. Састоји се из сутерена, приземља и једног спрата. Постављена је на нагнутом терену који заузима простор између Улице народног фронта и обале Бегеја. У склопу главне уличне фасаде смештена је једнобродна капела посвећена св. Kарлу Боромејском,  са петостраном апсидом, испод које се налази крипта са посмртним остацима ктиторке Kаролине Сатмари.